# Quinto Egrilio Plariano
Quinto Egrilio Plariano (en latín: Quintus Egrilius Plarianus) fue un senador romano, que vivió en el siglo II, y desarrolló su cursus honorum bajo los reinados de Adriano, Antonino Pío, y Marco Aurelio. 

## Orígenes familiares
Plariano nació en la gens Egrilia, una familia proveniente de la ciudad de Ostia, era hijo de Marco Acilio Prisco Egrilio Plariano, cónsul sufecto alrededor del año 132; y se sabe también que tuvo una hermana, Egrilia Plariana. Aunque su familia tuvo sus orígenes en Ostia, probablemente pasó la mayor parte de su vida en Roma.

## Carrera política
Fue cónsul sufecto en el año 144 junto con Lucio Emilio Caro. Después, fue gobernador de Moesia superior desde alrededor del año 152 hasta el año 155 y gobernador proconsular de África. Una inscripción de Avitta Bibba (ahora Túnez) da fe de que fue gobernador de esa provincia en el año 159, con su hijo Quinto Egrilio Plariano como su legado o asistente. Mientras gobernaba África, Plariano recibió una carta de la figura literaria y también excónsul Marco Cornelio Frontón, recomendando a un tal Julio Aquilino para un puesto en su administración, alabando al joven por su conocimiento y elocuencia.